# Tűzhalak
A tűzhalak (Pterois) a sugarasúszójú halak (Actinopterygii) osztályának skorpióhal-alakúak (Scorpaeniformes) rendjébe, ezen belül a skorpióhalfélék (Scorpaenidae) családjába tartozó nem.

## Megjelenésük
A tűzhalak látványos halak. Jellegzetes külsőt kölcsönöz a megnövekedett mell- és hátúszói. Könnyen felismerhetőek ezekről a kiálló antennaszerű tüskéikről, melyeknek a szúrása mérgező. Ezek a tüskék a ragadozókkal szemben elég jó védelmet biztosítanak számukra. További ismertető jel, hogy szemük fölött és a száj környékén tapogatószerű bőrkinövéseket viselnek. Színük a barnásvörös különböző árnyalatai, csíkos vagy foltos mintázattal. A megjelenésük miatt az akvaristák körében kedvelt akváriumi halak.

## Rendszerezés
A nembe az alábbi 11 faj tartozik:
- Pterois andover Allen & Erdmann, 2008
- tűzhal (Pterois antennata) (Bloch, 1787)
- Pterois brevipectoralis (Mandrytsa, 2002)
- Pterois lunulata Temminck & Schlegel, 1843
- közönséges tűzhal (Pterois miles) (Bennett, 1828)
- Pterois mombasae (Smith, 1957)
- Pterois paucispinula Matsunuma & Motomura, 2015
- díszes tűzhal (Pterois radiata) Cuvier, 1829
- Pterois russelii Bennett, 1831
- Pterois sphex Jordan & Evermann, 1903
- vörös tűzhal (Pterois volitans) (Linnaeus, 1758)

## Képek

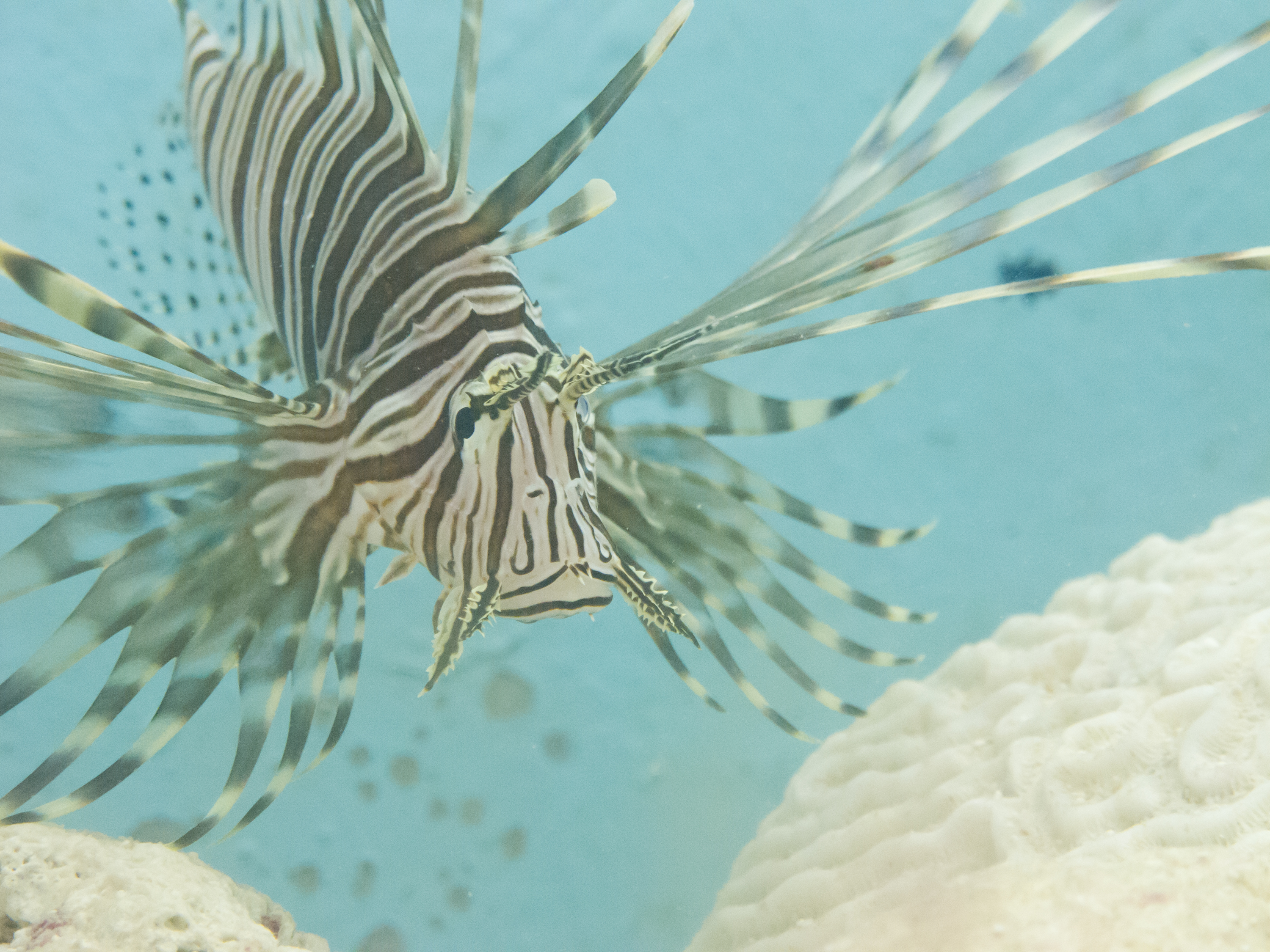
Tűzhal (Pterois antennata)
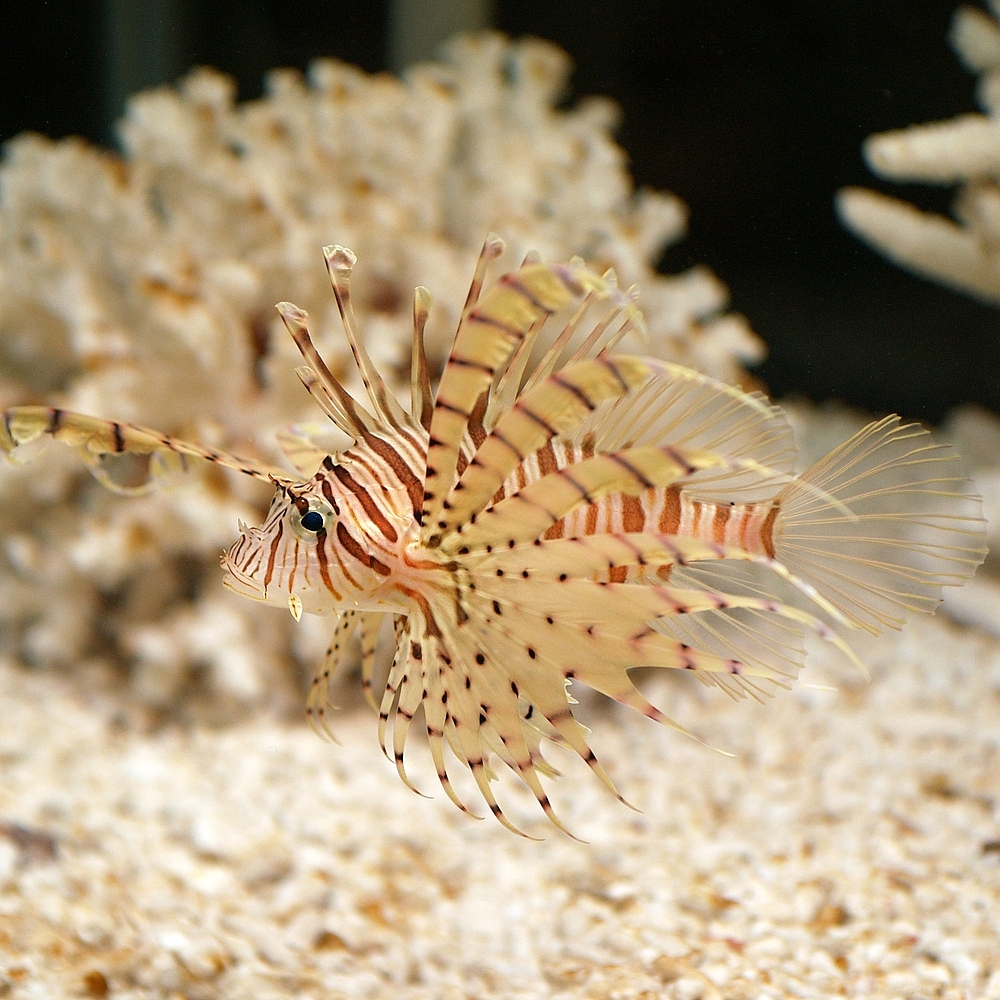
Pterois lunulata
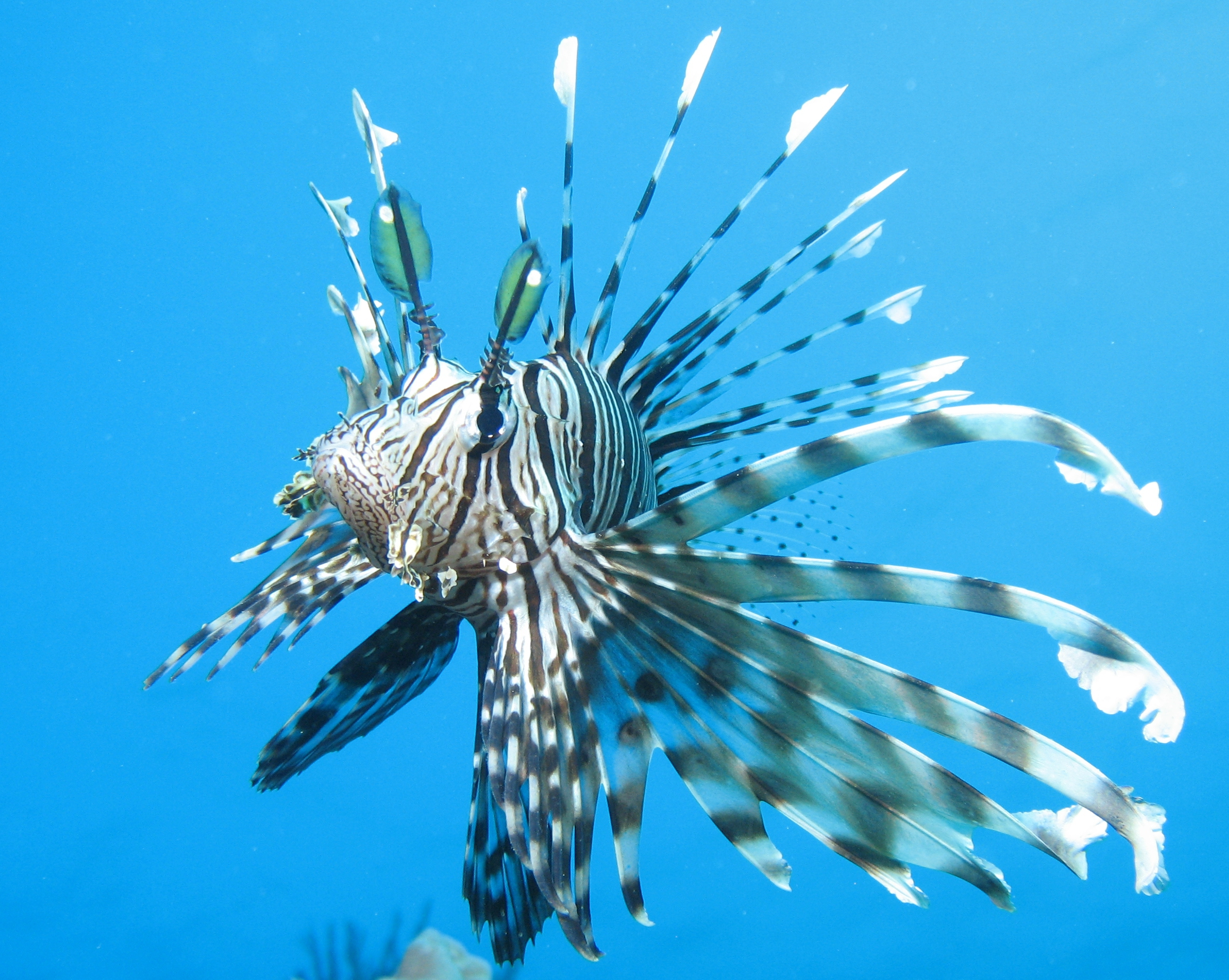
Közönséges tűzhal (Pterois miles)
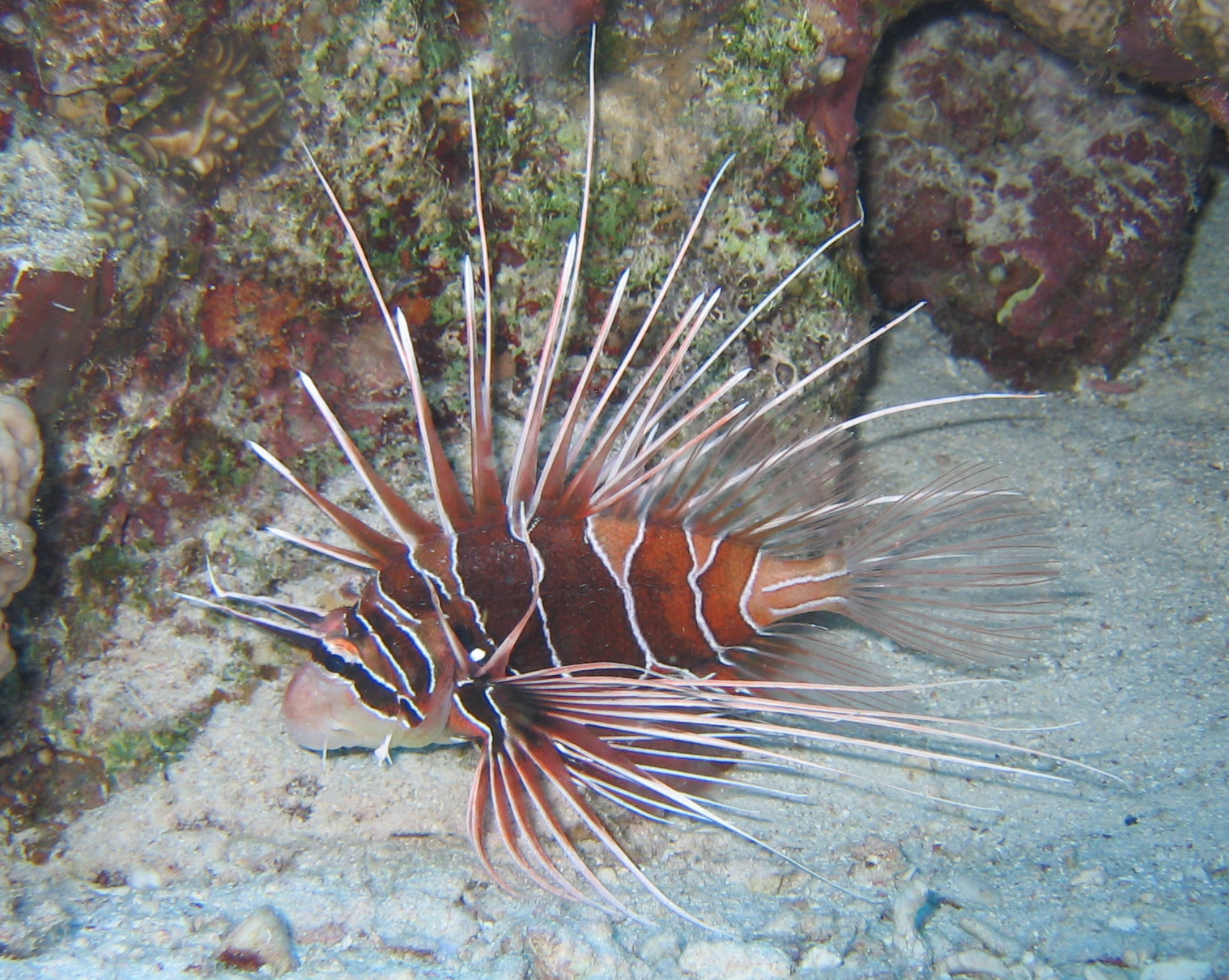
Díszes tűzhal (Pterois radiata)
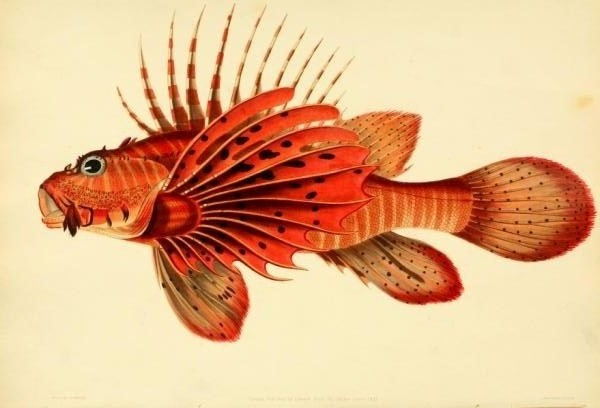
Pterois russelii
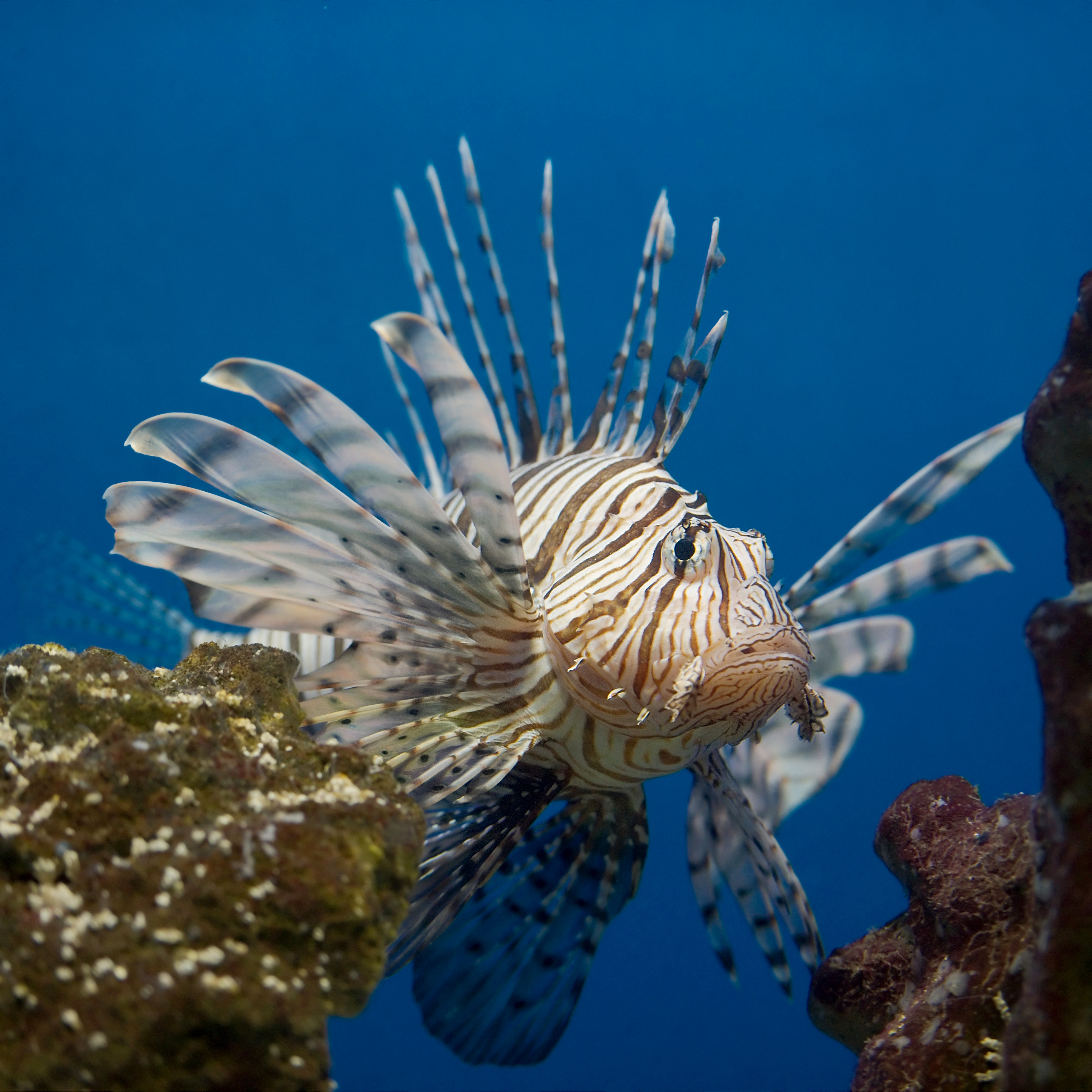
Vörös tűzhal (Pterois volitans)